# Frazione
Een frazione (meervoud: frazioni; Duits: Fraktion; Frans: fraction; Ladinisch frazion) is een deel van een gemeente in Italië. Het is een officiële administratieve eenheid, vergelijkbaar met een stadsdeel, dorp, buurtschap of gehucht. Een frazione kan ook bestaan uit meerdere bewoonde kernen en verspreide huizen. Er zijn meer dan 60.000 frazioni in Italië. 
De benoeming en erkenning van frazioni in Italië dateert reeds uit de Napoleontische tijd. Italiaanse wetgeving, en meer bepaald de Wet nr. 1228 van 24 december 1954, art. 9 geeft de Italiaanse gemeentes de opdracht om te voorzien in "de onderverdeling van het gemeentelijk grondgebied in geografische fracties waarvan de grenzen worden bepaald op basis van de geconstateerde antropogeografische omstandigheden" en om de grenzen van deze gehuchten te markeren op topografische kaarten van het gemeentelijk grondgebied. Het topografisch plan, bestaande uit de bovengenoemde kaarten, met de benaming en indeling van de frazioni, wordt vervolgens ter beoordeling en goedkeuring voorgelegd aan het Istituto Nazionale di Statistica (ISTAT) en door de gemeente bijgewerkt en bijgewerkt. Het ISTAT berekende ook tot en met de volkstelling van 1981 de bevolkingscijfers per frazione, wat pas met de volkstelling van 1991 werd opgegeven.
Een frazione heeft doorgaans geen eigen bestuur. Wel kunnen ze binnen de gemeente enige mate van bestuurlijke autonomie hebben. De frazione heeft dan een prosindaco, een eigen gemeenteraadslid, dat is belast met lokaal uit te voeren taken.
In sommige delen van Italië is een frazione niet slechts een administratieve onderverdeling, maar is ze ook eigenaar van (een deel van) het grondgebied zoals bossen en weiden voor gemeenschappelijk gebruik door de bewoners.